# San Diego (Cesar)
San Diego is een gemeente in het Colombiaanse departement Cesar. De gemeente, gelegen in de uitlopers van de Serranía de Perijá, telt 13.390 inwoners (2005). De rivier de Chiriaimo stroomt door de gemeente.
Aguachica · Astrea · Becerril · Bosconia · Chimichagua · Chiriguaná · Agustín Codazzi · Curumaní · El Copey · El Paso · Gamarra · González · La Gloria · La Jagua de Ibirico · La Paz Robles · Manaure · Pailitas · Pelaya · Pueblo Bello · Río de Oro · San Alberto · San Diego · San Martín · Tamalameque · Valledupar